# Котівка (Берестинський район)
Котівка (до 17 лютого 2016 — Кото́вського) — село в Україні, у Берестинському районі Харківської області. Населення становить 65 осіб. До 2020 орган місцевого самоврядування — Новомажарівська сільська рада.

## Географія
Село знаходиться за 2 км від села Дудівка, біля урочища Мартиновські Хутори.

## Історія
- 1775 — засноване як село Котівка.
- 1926 — перейменоване на село Котовського.
- 2016 — повернуто історичну назву Котівка[1].

## Населення
Згідно з переписом УРСР 1989 року чисельність наявного населення села становила 66 осіб, з яких 28 чоловіків та 38 жінок.
За переписом населення України 2001 року в селі мешкало 65 осіб.

### Мова
Розподіл населення за рідною мовою за даними перепису 2001 року:
| Мова       | Відсоток |
| ---------- | -------- |
| українська | 92,31 %  |
| російська  | 7,69 %   |

## Економіка
- Молочно-товарна ферма.